# Archibald Arnott
Pour les articles homonymes, voir Arnott.
Archibald Arnott, né le 18 avril 1772 à Ecclefechan dans le Dumfriesshire en Écosse et mort le 6 juillet 1855, est un chirurgien militaire et médecin britannique. 
Envoyé avec son régiment à île de Sainte-Hélène, il examine et tente de soigner Napoléon Ier en avril-mai 1821, juste avant la mort de ce dernier.

## Biographie

### Chirurgien militaire
Archibald Arnott est né le 18 avril 1772 à Ecclefechan dans le Dumfriesshire, en Écosse. Il est le fils de George Arnott et de Janet Knox. Il devient en 1796 chirurgien militaire assistant puis en 1799 chirurgien militaire au 20e régiment d'infanterie de l'armée britannique, poste qu'il occupe pendant une vingtaine d'années,.
Sa carrière au 20e régiment d'infanterie l'amène à servir aux Pays-Bas, en Égypte, en Espagne, au Portugal et en Irlande, avant d'être envoyé à Sainte-Hélène, dans l'océan Atlantique.

### Médecin de Napoléon
Archibald Arnott arrive sur l'île de Sainte-Hélène en 1819, avec son régiment. En février 1820, celui-ci est affecté à la garde de Longwood House, la résidence de Napoléon. Le 1er avril 1821, à la demande des généraux Henri-Gatien Bertrand et Charles-Tristan de Montholon,, qui doutent des compétences du médecin officiel, François Antommarchi, Archibald Arnott examine Napoléon. Des rapports de confiance s'établissent ensuite entre les deux hommes. Napoléon semble s'être pris d'affection pour Arnott, qui a à peu près son âge et qui est comme lui un militaire aux nombreuses campagnes.
Archibald Arnott comprend le premier que les maux dont souffre Napoléon proviennent de l'estomac et non du foie,, mais, dans ses rapports au gouverneur de Sainte-Hélène, Hudson Lowe, et ses discussions avec le général Bertrand, il minimise la gravité de l'état du patient, qu'il sous-estime effectivement, alors que les Britanniques tiennent à montrer que leur illustre prisonnier est bien soigné. 

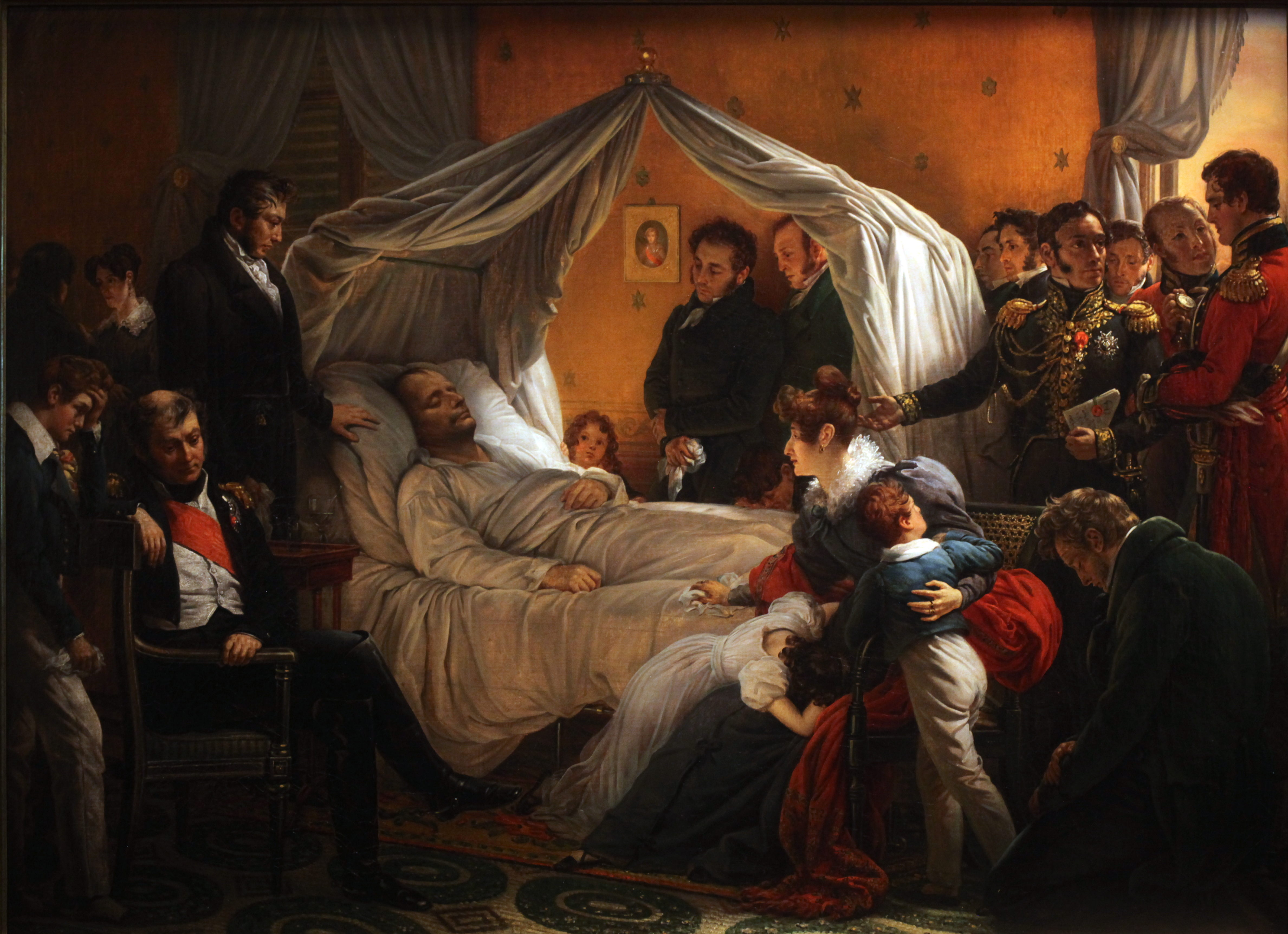
La Mort de Napoléon à Sainte-Hélène, tableau de Charles de Steuben (vers 1828).

Ce n'est que le 27 avril qu'il fait appel à ses confrères Thomas Short et Charles Mitchell. Le 3 mai, malgré l'opposition de François Antommarchi, alors que Napoléon est déjà plus ou moins dans le coma et que la mort semble inéluctable, il prescrit une forte dose de calomel pour rétablir le transit et empêcher l'occlusion intestinale. Cela a probablement accéléré la mort de Napoléon,, qui survient le 5 mai 1821. Aussitôt après la mort, Arnott envoie un billet au gouverneur : « He has this moment expired ». 
Napoléon lui lègue une tabatière en argent où il a fait graver ses initiales,.

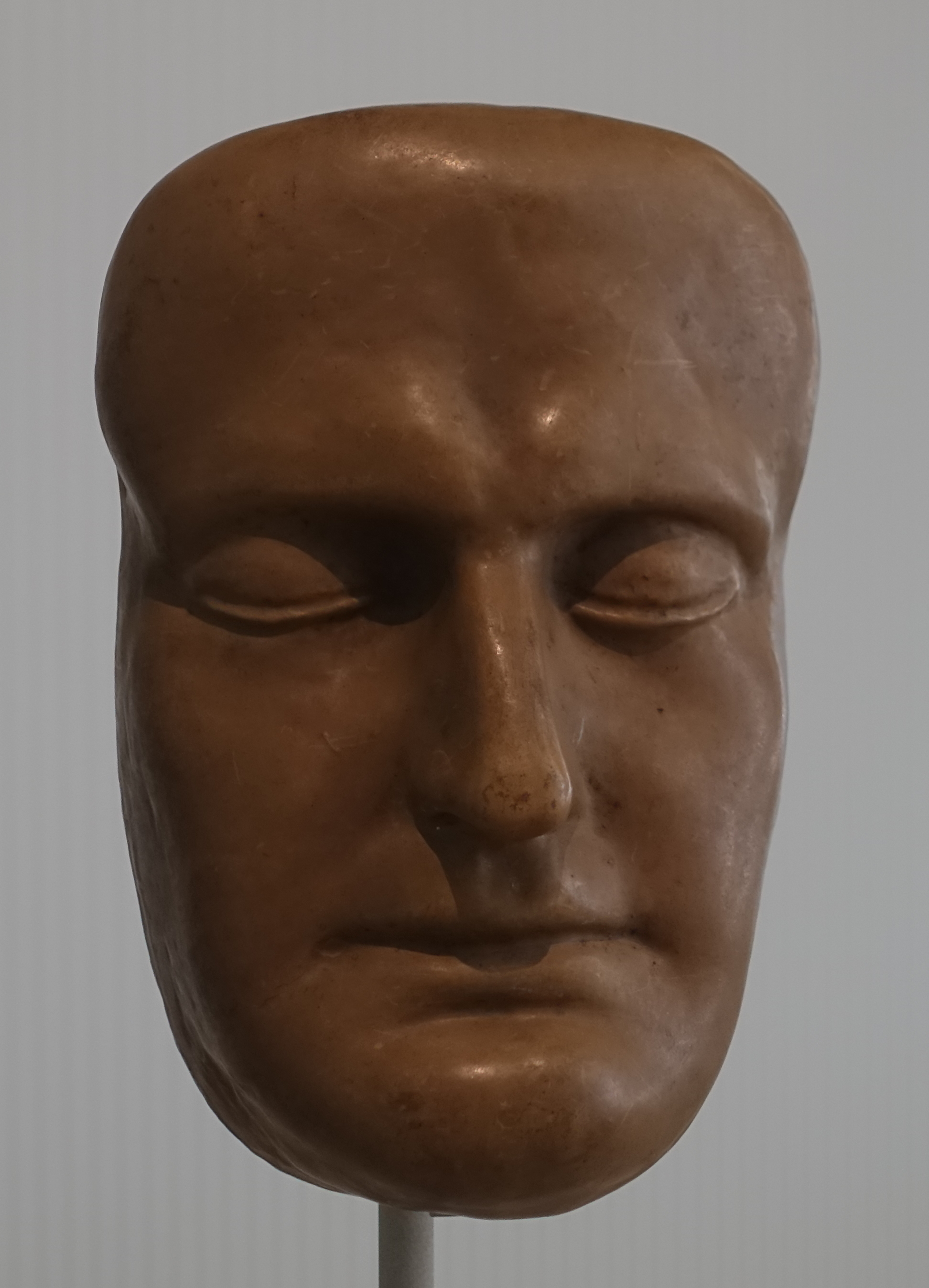
Masque mortuaire de Napoléon en cire attribué à Archibald Arnott (musée Masséna de Nice).

### Après la mort de Napoléon
Parmi dix-sept autres personnes, Arnott assiste, à la demande du gouverneur, à l'autopsie pratiquée le 6 mai par François Antommarchi,,, lors de laquelle il trouve que le foie est normal. 
Le 7 mai 1821, François Antommarchi et Archibald Arnott modèlent un masque mortuaire de Napoléon Ier en plâtre, qui sera ensuite considéré comme l'original des masques mortuaires de Napoléon. Il surveille ensuite le corps jusqu'à sa mise en bière.
Selon les partisans de l'authenticité des masques mortuaires de Napoléon en cire, Arnott aurait réalisé en secret dans la nuit du 5 au 6 mai un masque mortuaire de Napoléon en cire,. Or, plusieurs autres personnes veillaient alors le corps avec lui, ce qui rend peu crédible cette théorie.
En 1822, Arnott publie un récit de la maladie de Napoléon. Les différences, importantes, entre son récit et les rapports qu'il a faits en 1821 au gouverneur sont exploitées par les auteurs qui veulent démontrer que la mort de Napoléon est mystérieuse.
Après Sainte-Hélène, le 20e régiment part en Inde, mais Archibald Arnott revient chez lui en 1826 pour des raisons de santé puis prend sa retraite. Après la mort de son oncle, Archibald Arnott rachète à son frère et à sa sœur la maison familiale de Kirkconnel Hall, où il est né. 
Il meurt le 6 juillet 1855. Il est enterré dans le cimetière d'Ecclefechan.

## Publications
- (en) An account of the last illness, decease, and post mortem appearances of Napoleon Bonaparte : To which is added a letter from Dr. Arnott to Lieutenant-General Sir Hudson Lowe, giving a succinct statement of Napoleon Bonaparte's disease and demise, Londres, John Murray, 1822, 39 p. (lire en ligne).